# Kristián z Hartigu
Kristián z Hartigu (německy Christian von Hartig, 16. května 1605, Žitava – 1. května 1677 tamtéž) byl saský šlechtic z rodu Hartigů, starosta města Žitavy.

## Život

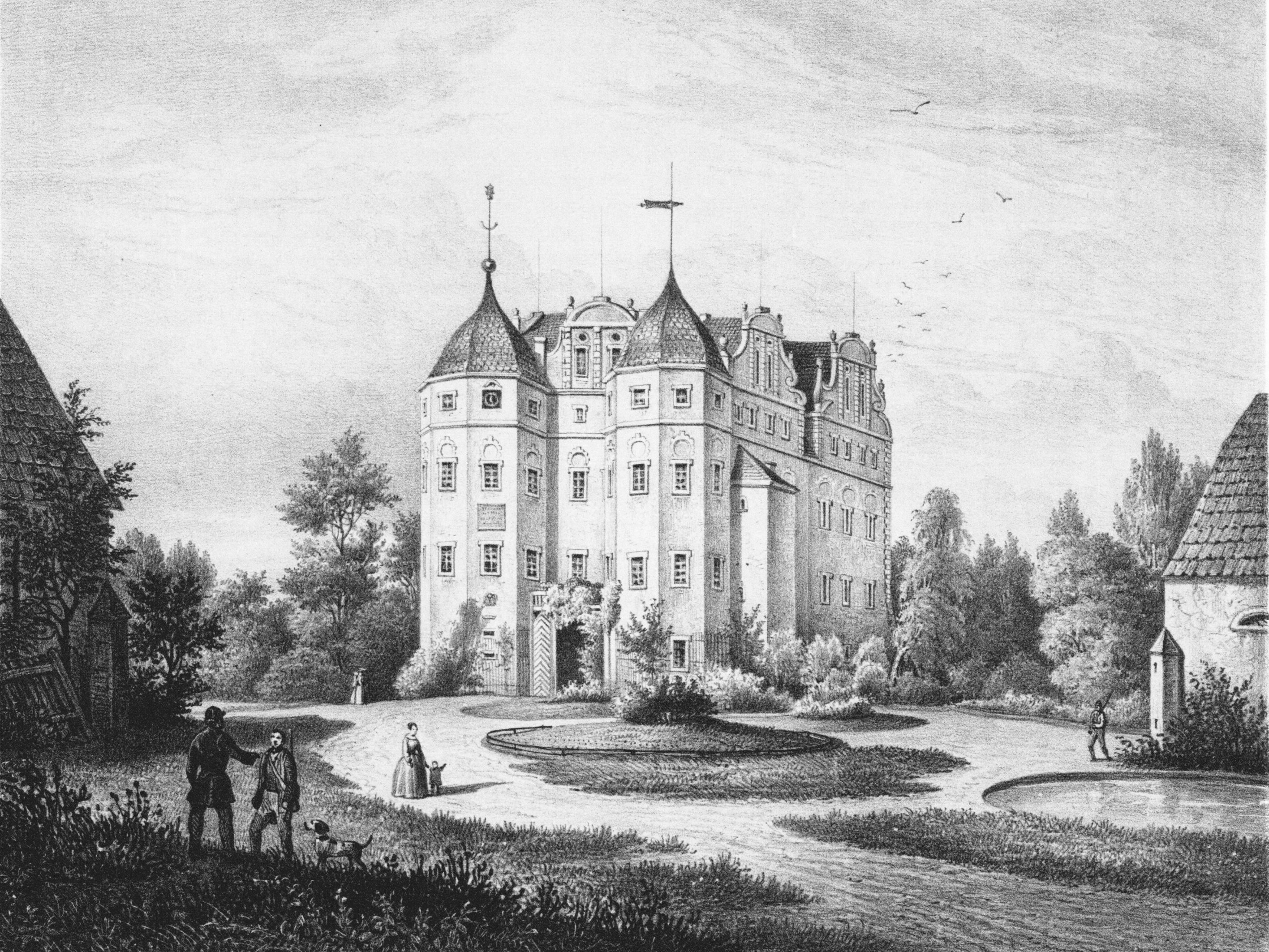
Zámek Althörnitz (kolem roku 1850)

Po studiích filozofie a medicíny ve Frankfurtu nad Odrou, Štrasburku a Ženevě dále cestoval po Francii, Anglii, Nizozemsku a Dánsku a poté přes Lipsko a Augsburg do Benátek a Padovy, kde se 21. července 1629 stal doktorem medicíny.
V Benátkách si získal velké uznání a 12. srpna 1629 jej Nicolò Contarini na benátském shromáždění pasoval na rytíře řádu svatého Marka (Cavaliere di San Marco).
Po krátkém pobytu se v roce 1630 vrátil do vlasti a 7. října 1632 byl jmenován scabinem v žitavské městské radě, kde později v letech 1634-1637 zastával úřad městského soudce a v letech 1639, 1642, 1645, 1648, 1651, 1654, 1657, 1660, 1662, 1665, 1668, 1671, 1673 byl předsedou městské rady.
Spolu se svými sourozenci Janem Jakubem z Hartigu, benátským lékařem a Sibylou z Hartigu, byl 15. října 1645 v Linci od císaře Ferdinanda III. povýšen do rytířského stavu.
V roce 1645 koupil Hartig panství Althörnitz od Kryštofa z Gerštorfu na Zimpelu a v letech 1651–1654 nechal postavit od mistra Valentina v Žitavě zámek.
Kristián Hartig se oženil s Emerantií Kindlerovou († 1648) a oženil se podruhé 26. října 1652 v Drážďanech s Dorotheou Schedeovou.